# Douglas Wilson Johnson
Douglas Wilson Johnson, född 30 november 1878, död 24 februari 1944, var en amerikansk geolog och geograf.
Douglas Wilson Johnson tjänstgjorde 1901 och 1903–1905 i USA:s geologiska undersökning, var 1905–1907 biträdande professor i geologi vid Massachusetts Institute of Technology, därefter i fysisk geografi vid Harvard University och från 1912 vid Columbia University, 1919–1943 som ordinarie professor. Johnson var bland annat rådgivare i europeiska gränsfrågor åt den amerikanska fredskommissionen efter första världskriget. Johnsson, som var lärjunge till William Morris Davis, ägnade sin forskning särskilt åt problem rörande kustlinjens förändringar, främst i östra Nordamerika. Bland Johnsons skrifter märks Shore processes and shoreline development (1919), Battlefields in the world war (1921), The New England-Acadian shoreline (1925), Paysages et problèmes géographiques de la terre américaine (1927) och Steam sculpture on the Atlantic slope (1931).